# ماري لي روب
ماري لي روب (بالإنجليزية: Mary Lee Robb)‏ هي ممثلة أمريكية، ولدت في 15 فبراير 1926، وتوفيت في 28 أغسطس 2006 بسبب نوبة قلبية.